# Charbonnières (Eure-et-Loir)
Charbonnières is een gemeente in het Franse departement Eure-et-Loir (regio Centre-Val de Loire) en telt 260 inwoners (1999). De plaats maakt deel uit van het arrondissement Nogent-le-Rotrou.

## Geografie
De oppervlakte van Charbonnières bedraagt 21,5 km², de bevolkingsdichtheid is 12,1 inwoners per km².
De onderstaande kaart toont de ligging van Charbonnières (Eure-et-Loir) met de belangrijkste infrastructuur en aangrenzende gemeenten.

## Demografie
Onderstaande figuur toont het verloop van het inwonertal (bron: INSEE-tellingen).